# Sidi Boulenouar
Sidi Boulenouar (en àrab سيدي بولنوار, Sīdī Būlnwār; en amazic ⵙⵉⴷⵉ ⴱⵓⵍⵏⵡⴰⵕ) és una comuna rural de la prefectura d'Oujda-Angad, a la regió de L'Oriental, al Marroc. Segons el cens de 2014 tenia una població total de 3.452 persones.